# Rhizopulvinaria saxatilis
Rhizopulvinaria saxatilis är en insektsart som beskrevs av Canard 1967. Rhizopulvinaria saxatilis ingår i släktet Rhizopulvinaria och familjen skålsköldlöss. Inga underarter finns listade i Catalogue of Life.